# Nacho Casalvaque
Nacho Casalvaque (Madrid, 7 de noviembre de 1978) es un actor español.

## Trayectoria
Formado en la escuela de interpretación de Cristina Rota, debuta como actor de cine en 2001 con la película sobre actores Sin vergüenza de Joaquín Oristrell, interpretando el personaje de Víctor, un joven Romeo dispuesto a todo por conseguir el papel de su vida. Desde entonces ha desarrollado su carrera tanto en cine como en televisión.
Durante dos años participa en la serie Cuéntame cómo pasó (2002 a 2004) dando vida a Álvaro Segura, un joven conservador pero demócrata votante de UCD.

En 2006, protagoniza la serie Yo también te quiero, bajo la piel de Santi, el joven hijo consentido y la oveja negra de la familia, una comedia de humor producida por Miramón Mendi, y escrita por los guionistas de Aquí no hay quien viva, Alberto Caballero y Laura Caballero.
Desde 2007 a 2009 trabaja interpretando personajes episódicos en distintas series de éxito en televisión: Génesis: En la mente del asesino, Hospital Central, Yo soy Bea, Amar en tiempos revueltos...
En 2010 interviene como actor de reparto en  la película El diario de Carlota, interpretando a Javier, con José Manuel Carrasco en la dirección, con quien ya había trabajado anteriormente en el cortometraje Pulsiones (2009), galardonado en numerosos festivales, emitido en Canal + y en el programa Versión Española. Por este trabajo, Nacho y su coprotagonista Marko Mihailovick reciben el premio a la mejor interpretación en la 22.ª Semana de Cine de Medina del Campo y en el 32.º Festival Internacional de Cine Independiente de Elche.

## Filmografía

### Cine
| Año  | Título                                    | Personaje        | Dirección                    |
| ---- | ----------------------------------------- | ---------------- | ---------------------------- |
| 2019 | Close to His Chest (segmento Pulsaciones) | Guillermo Martín | José Manuel Carrasco Fuentes |
| 2010 | El diario de Carlota                      | Javier           | José Manuel Carrasco Fuentes |
| 2001 | Sin vergüenza                             | Víctor           | Joaquín Oristrell            |

### Cortometrajes
| Año  | Título                        | Personaje            | Dirección                    |
| ---- | ----------------------------- | -------------------- | ---------------------------- |
| 2014 | I Love Madrid                 | Carlos               | Nadia Mata Portillo          |
| 2013 | Reconstrucción                | José Manuel Carrasco | José Manuel Carrasco Fuentes |
| 2011 | Qwerty                        | Elías                | Asier Urbieta                |
| 2009 | Pulsiones                     | Guillermo Martín     | José Manuel Carrasco Fuentes |
| 2007 | El origen de la familia       | Malo                 | Ángel Pazos y Paco Arasanz   |
| 2005 | El hombre que nunca se sienta | El Malo              | Ángel Pazos y Águeda Perucho |

### Televisión
- Ciega a citas (2014) (3 episodios) - Jorge
- Hermanos (2014) (1 episodio) - Jordi
- Diarios del miedo: El último ataúd (2009) - protagonista
- Yo soy Bea (2008) (3 episodios) - Bernabé del Valle
- Amar en tiempos revueltos (2007) (6 episodios) - Gonzalo
- Círculo rojo (2007) (1 episodio) - Larida joven
- Génesis: En la mente del asesino (2007 (1 episodio) - Luis Soto
- Hospital Central (2006) (1 episodio) - Toño
- Yo también te quiero (2006) (21 episodios) - Santi
- Los hombres de Paco (2005) (1 episodio)
- Paco y Veva (2004) (1 episodio)
- Miniserie - Demiun (2003) - Erik
- Cuéntame cómo pasó (2002- 2004) (28 episodios) - Álvaro Segura

### Teatro
- Morir, de Sergi Belbel (2002) - Dir. Lorena González
- La katarsis del tomatazo (1999 - 2002) - Dir. Cristina Rota
- El canguro, de Mario Fratti (2001) - Dir. Cnc Cristina Rota
- Caricias, de Sergi Belbel (2000) - Dir. Cnc Cristina Rota

## Premios
| Año  | Festival                                                       | Premio               | Película  |
| ---- | -------------------------------------------------------------- | -------------------- | --------- |
| 2010 | Festival internacional de cortometrajes Dunas de Fuerteventura | Mejor interpretación | Pulsiones |
| 2009 | Semana de cine de Medina del Campo                             | Mejor interpretación | Pulsiones |
| 2009 | Festival internacional de cine independiente de Elche          | Mejor interpretación | Pulsiones |